# Relación de cortocircuito (red eléctrica)
En una red eléctrica, la relación de cortocircuito (SCR de sus siglas en inglés: Short Circuit Ratio) es la relación de cortocircuito de la potencia aparente (SCMVA de la abreviatura en inglés Short Circuit MVA) en el caso de falla eléctrica simétrica: falla línea-línea-línea-tierra (3LG) en la ubicación de la red donde un generador es conectado a la potencia nominal del propio generador (GMW). Dado que la potencia se puede entregar en la red varía de ubicación, se indica la ubicación, por ejemplo, en el punto de interconexión (POI, en inglés, punto de interconexión) 
{\displaystyle SCR_{POI}={\frac {SCMVA_{POI}}{GMW}}}
La relación de cortocircuito (SCR) es utilizada para cuantificar la fortaleza de la red (es la capacidad de lidiar con cambios en la inyección y consumo de potencia activa y reactiva). De manera simplificada, un valor de SCR alto indica que el generador representa una pequeña porción de la potencia disponible en el punto de interconexión (POI) de la red, por lo tanto, los problemas del generador no pueden afectar a la red eléctrica de manera significativa. La relación de cortocircuito de la potencia aparente (SCMVA) se define como el resultado de la tensión antes de la falla trifásica simétrica 3LG y la corriente que podría fluir después de la falla (Esta combinación del peor escenario nunca sucederá en la práctica, pero ofrece una estimación útil de la capacidad del circuito). Al SCMVA también se le llama nivel de cortocircuito (SCL), sin embargo, a veces el término SCL se utiliza solo para nombrar el valor de la corriente de cortocircuito.